# João de Capite
João de Capite ou de lo Cavo (em italiano: Giovanni de lo Cavo) foi um capitão pirata genovês que entrou em servido do imperador bizantino Miguel VIII Paleólogo (r. 1259–1282) e tornou-se senhor de Anafi e Rodes e megaduque da marinha bizantina.

## Vida
João de Capite foi um nativo da pequena ilha egeia de Anafi, mas era originário, como muitos dos corsários empregados por Miguel VIII, de Gênova. Sua área de ataque favorita era os mares em torno da Eubeia, embora é conhecido por ter estendido suas atividades à costa da Albânia e a região de Valona.
Miguel VIII lançou um grande esforço para recuperar tantas ilhas egeias quanto possível do governo latino, encabeçado pelo megaduque Aleixo Ducas Filantropeno e outro renegado italiano, Licário. De Capite auxiliou com a captura de sua própria ilha nativa, Anafi, da família Foscolo que mantinha-a. Miguel VIII recompensou-o com o senhorio não apenas de Anafi, mas também de Rodes em ca. 1278, e foi mais tarde elevado, como Licário antes dele, ao posto de megaduque.